# Ѿ
Ѿ, ѿ (ot) é uma letra do alfabeto cirílico.